# Eugenia venezuelensis
Eugenia venezuelensis es una especie de planta perteneciente a la familia de las mirtáceas. 

## Descripción
Son arbustos o árboles pequeños, que alcanzan un tamaño de 1–6 m de alto; con ramitas densamente amarillo pálido o cobrizo hirsútulas. Hojas elípticas u ovado-elípticas, (3–) 4–10.4 cm de largo y (1–) 2.4–5 (–6) cm de ancho, ápice acuminado, base comúnmente redondeada, algunas veces aguda, glabrescentes en la haz, esparcidamente hirsútulas en el envés. Racimos muy abreviados, menos de 1 cm de largo, con flores estrechamente glomeruladas, flores 8–10, pedicelos muy cortos, 0.2–1 (–1.5) mm de largo, densamente pubescentes, bractéolas separadas, densamente cobrizo-velutinas; hipanto subgloboso o cupuliforme, densamente cobrizo o pálido piloso; lobos del cáliz redondeado-ovados, 0.5–2 mm de largo, cobrizo-setosos externamente. Frutos globosos o subglobosos, 5–6 mm de largo.

## Distribución y hábito
Esèecie escasa, en bosques caducifolios y siempreverdes en la zona atlántica; a una altitud de 0–450 metros; desde  México a Colombia y Venezuela.

## Taxonomía
Eugenia venezuelensis fue descrita por Otto Karl Berg y publicado en Linnaea 27(2–3): 188. 1854[1856].
Etimología
Eugenia: nombre genérico otorgado en honor del  Príncipe Eugenio de Saboya.
venezuelensis: epíteto geográfico que alude a su localización en Venezuela.
Sinonimia
- Eugenia banghamii Standl.
- Eugenia cobanensis Lundell
- Eugenia conglobata Sessé & Moc.
- Eugenia origanoides O.Berg[4]